# Martín Alarcón
Martín Carlos Alarcón (Formosa, Argentina; 5 de diciembre de 1928) fue un futbolista argentino.

## Clubes
| Club            | País      | Año         |
| --------------- | --------- | ----------- |
| Sportivo Patria | Argentina | 1945 - 1948 |
| Libertad        | Paraguay  | 1949 - 1950 |
| River Plate     | Argentina | 1951        |
| Libertad        | Paraguay  | 1952 - 1953 |
| America FC      | Brasil    | 1954 - 1959 |
| Millonarios     | Colombia  | 1960 - 1961 |
| Temperley       | Argentina | 1962        |

## Palmarés

### Campeonatos nacionales
| Título           | Club        | País     | Año  |
| ---------------- | ----------- | -------- | ---- |
| Primera División | Millonarios | Colombia | 1961 |
| Primera División | Millonarios | Colombia | 1962 |